# Robbin Crosby
Robbinson Lantz Crosby (* 4. August 1959 in San Diego; † 6. Juni 2002 in Los Angeles) war ein US-amerikanischer Gitarrist und Songwriter. Er war Mitglied der Gruppe Ratt, der er von 1982 bis 1991 angehörte.

## Frühe Jahre
Crosby wurde im Stadtteil La Jolla, nördlich der Innenstadt San Diegos geboren. Crosby war der Sohn des Lehrers und Autors Harry W. Crosby. Er besuchte die Mission Bay High School in San Diego, wo er Tawny Kitaen kennenlernte, mit der er 1981 nach Los Angeles zog. Crosby spielte in San Diego Gitarre in der Band Phaenomenon.

## Ratt
In Los Angeles schloss sich Crosby unmittelbar der Band Ratt an, deren Sänger Stephen Pearcy ebenfalls aus San Diego stammte und den er kannte. Pearcy hatte kurz zuvor schon die ebenfalls aus seiner Heimatstadt stammenden Musiker Matt Thorr und Jake E. Lee verpflichtet, die Ratt jedoch wenig später wieder verließen. Thorr gründete Rough Cutt, Lee wurde Gitarrist in der Band um Ozzy Osbourne. Gemeinsam mit Pearcy suchte Crosby neue Musiker für die Band, 1982 entstand die erste EP, die 1983 unter dem Titel Ratt veröffentlicht wurde. Crosby nahm mit Ratt insgesamt sieben Alben auf, bevor er die Band 1991 verließ.

## Privatleben
Crosby besaß ein Haus in den Hollywood Hills, 1987 heiratete er das Playboy-Playmate Laurie Carr, von der er sich 1991 wieder scheiden ließ. Die Ehe war kinderlos geblieben. 2001 gab er öffentlich bekannt, dass er seit 1994 HIV-positiv sei und unter der Immunschwächekrankheit AIDS leide. Er starb am 6. Juni 2002 im Alter von 42 Jahren, wobei unterschiedliche Berichte über die Todesursache kursierten. In einigen Fällen wurden Komplikationen in Verbindung mit seiner Erkrankung genannt, in anderen sprach man von einer Heroin-Überdosis.

## Diskografie

### Ratt
- Ratt EP (1983)
- Out of the Cellar (1984)
- Invasion of Your Privacy (1985)
- Dancing Undercover (1986)
- Reach for the Sky (1988)
- Detonator (1990)
- Ratt & Roll 81-91 (1991)

### Mit Jon Bon Jovi
- Blaze of Glory (1990)

### Mit Rumbledog
- Rumbledog (1993)